# Jane Morris

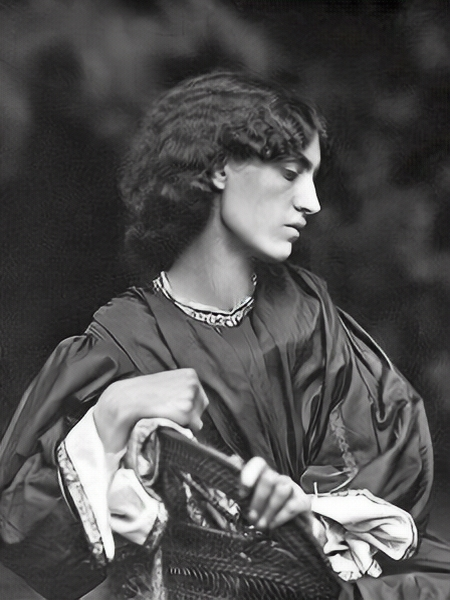
Jane Morris, foto, 1865

Jane Morris (de soltera, Jane Burden; 19 de octubre de 1839 – 26 de enero de 1914) fue una bordadora y modelo inglesa que encarnó el modelo ideal de belleza prerrafaelista, alta, delgada y de espeso cabello. Fue modelo y musa de William Morris (1834–1896), diseñador textil, poeta, novelista, traductor y activista socialista, con quien se casó, y de Dante Gabriel Rossetti.

## Vida

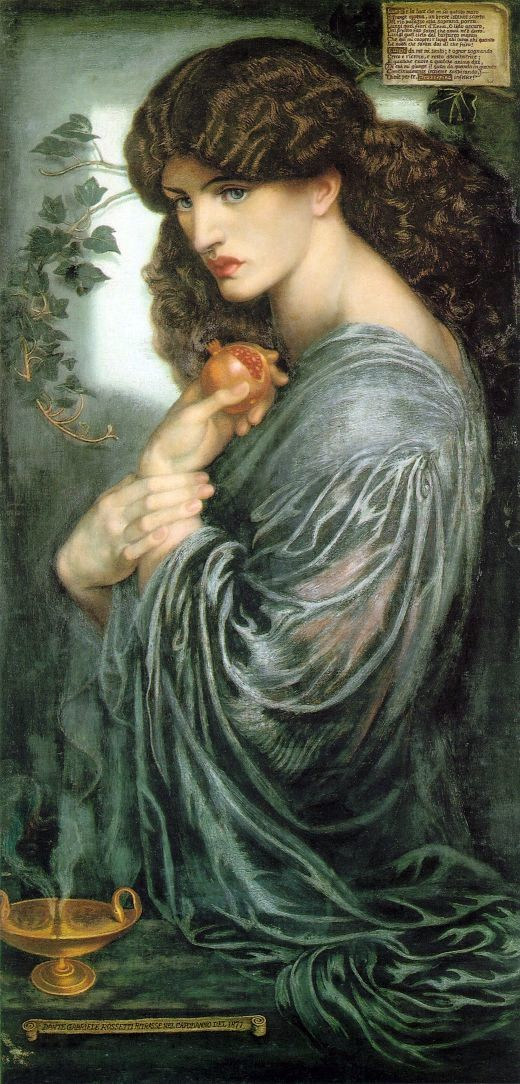
Jane Morris pintada por Dante Gabriel Rossetti como Proserpina (1874)

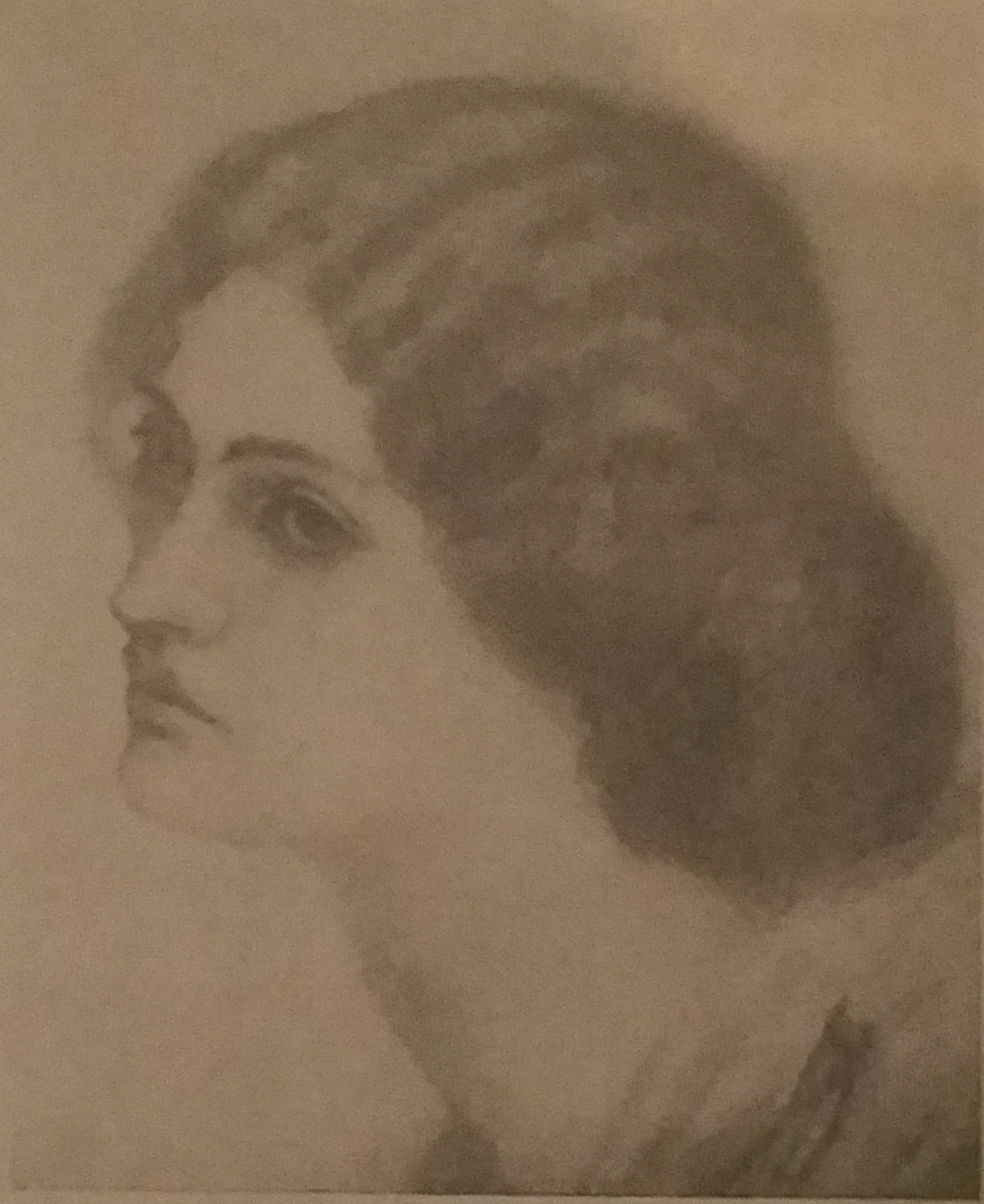
Jane a los 18 años, esbozo de Morris, mientras estaba comprometida con él

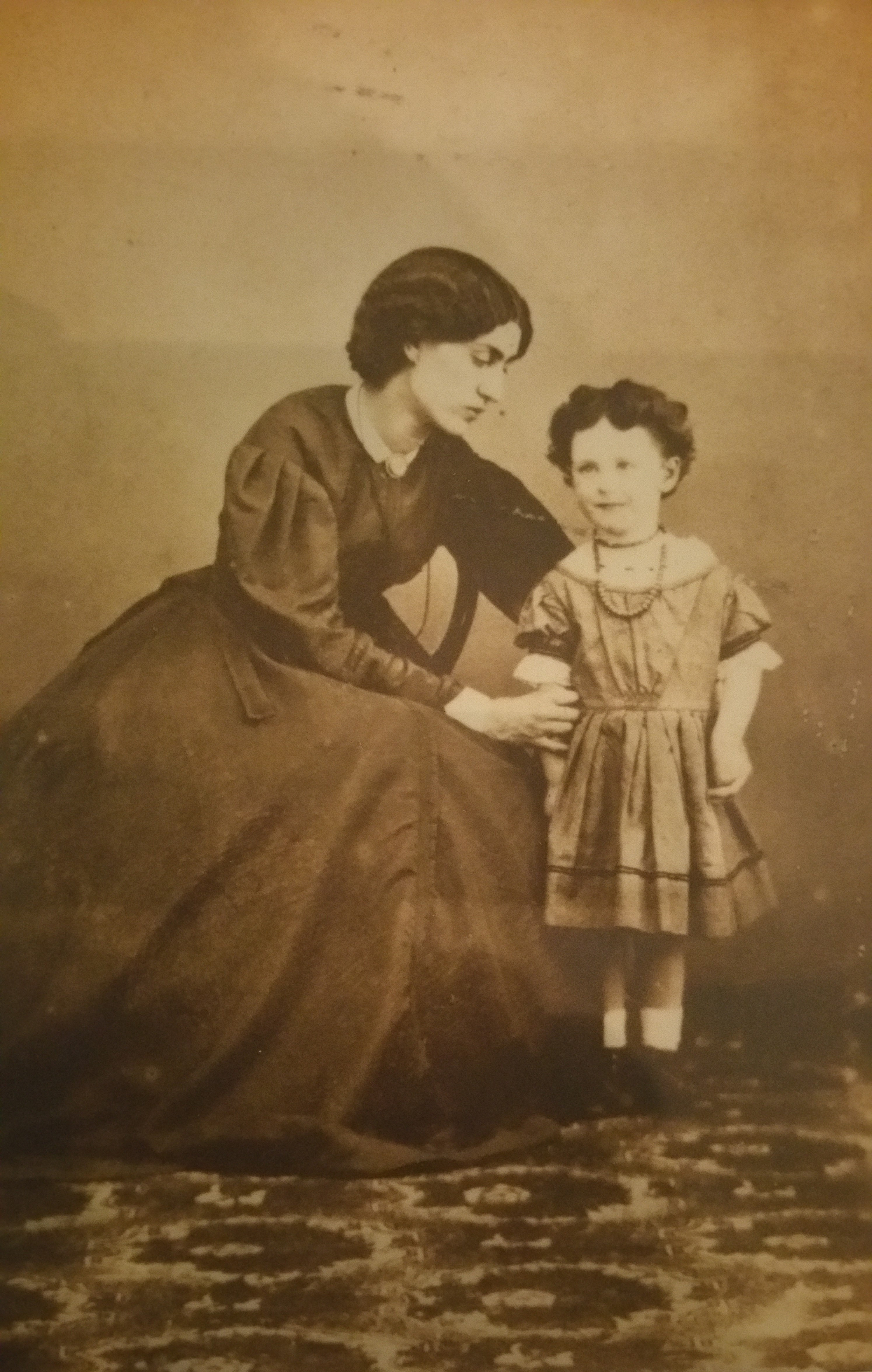
Jane y Jenny Morris, circa 1864

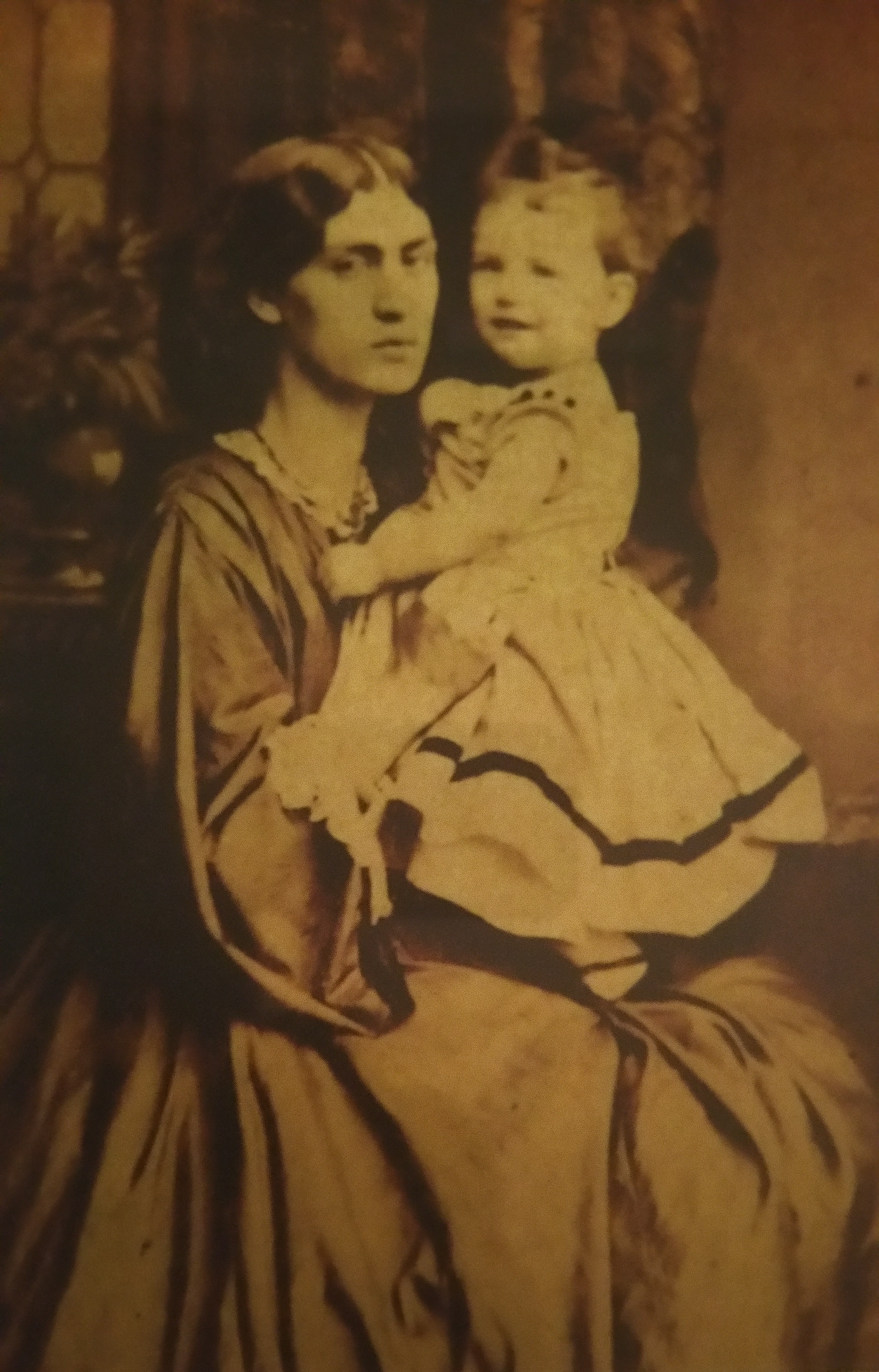
Jane y May Morris, circa 1865

Jane Burden nació en Oxford, hija de un mozo de cuadra, Robert Burden, y su esposa Ann Maizey, que era lavandera. En el tiempo de su nacimiento, sus padres vivían en St Helen Passage, en la parroquia de St Peter-in-the-East, en Holywell Street, Oxford que ha sido marcado con una placa azul. Su madre Ann era analfabeta y probablemente llegó a Oxford como criada doméstica. Poco se sabe de la niñez de Jane Burden, pero fue pobre y con privaciones.
En octubre de 1857, Burden y su hermana Elizabeth, conocida como "Bessie," asistieron a una obra del Drury Lane Theatre Company en Oxford. Jane Burden fue vista por Dante Gabriel Rossetti y Edward Burne-Jones que eran miembros de un grupo de artistas que estaban pintando los murales de la Oxford Unión, basados en las narraciones artúricas. Impresionados por su belleza, le preguntaron si querría ser modelo para ellos. Burden se sentó para Rossetti posando como la reina Ginebra y después para William Morris, quien trabajaba en una pintura de caballete, La Bella Isolda, ahora en la Tate Gallery. Durante este periodo, Morris se enamoró de ella y ambos se comprometieron, aunque ella misma admitió que no estaba enamorada de él.
La educación de Burden era limitada y probablemente estaba destinada a ingresar en el servicio doméstico como su madre. Después de su compromiso, fue educada en privado para convertirse en la esposa de un caballero. Su aguda inteligencia le permitió aprender rápidamente. Fue una lectora voraz que adquirió dominio del francés e italiano, y se convirtió en una pianista consumada con una sólida formación en música clásica. Sus modales y discurso se refinaron hasta el punto de que sus contemporáneos se refirieron a ella como una "reina". Más adelante, no tuvo problemas para moverse en los círculos de clase alta. Fue posiblemente el modelo para la heroína de la novela de 1884 La señorita Brown de Vernon Lee sobre la que George Bernard Shaw basó el personaje de Eliza Doolittle en su obra Pygmalion (1914) y la posterior adaptación a película My Fair Lady (1964). También se convirtió en una hábil costurera más tarde reconocida por sus bordados.

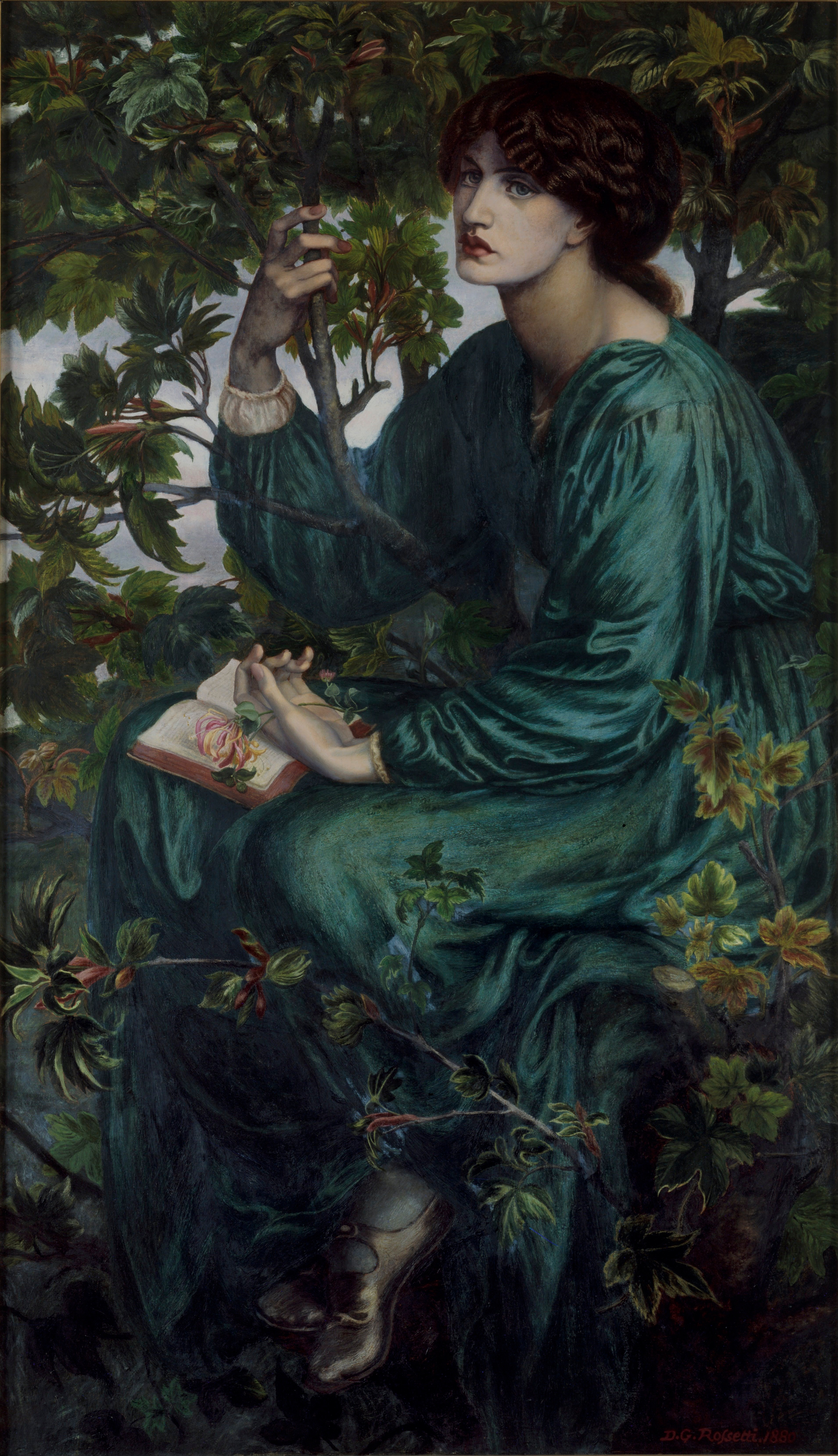
Dante Gabriel Rossetti – El Sueño de Día

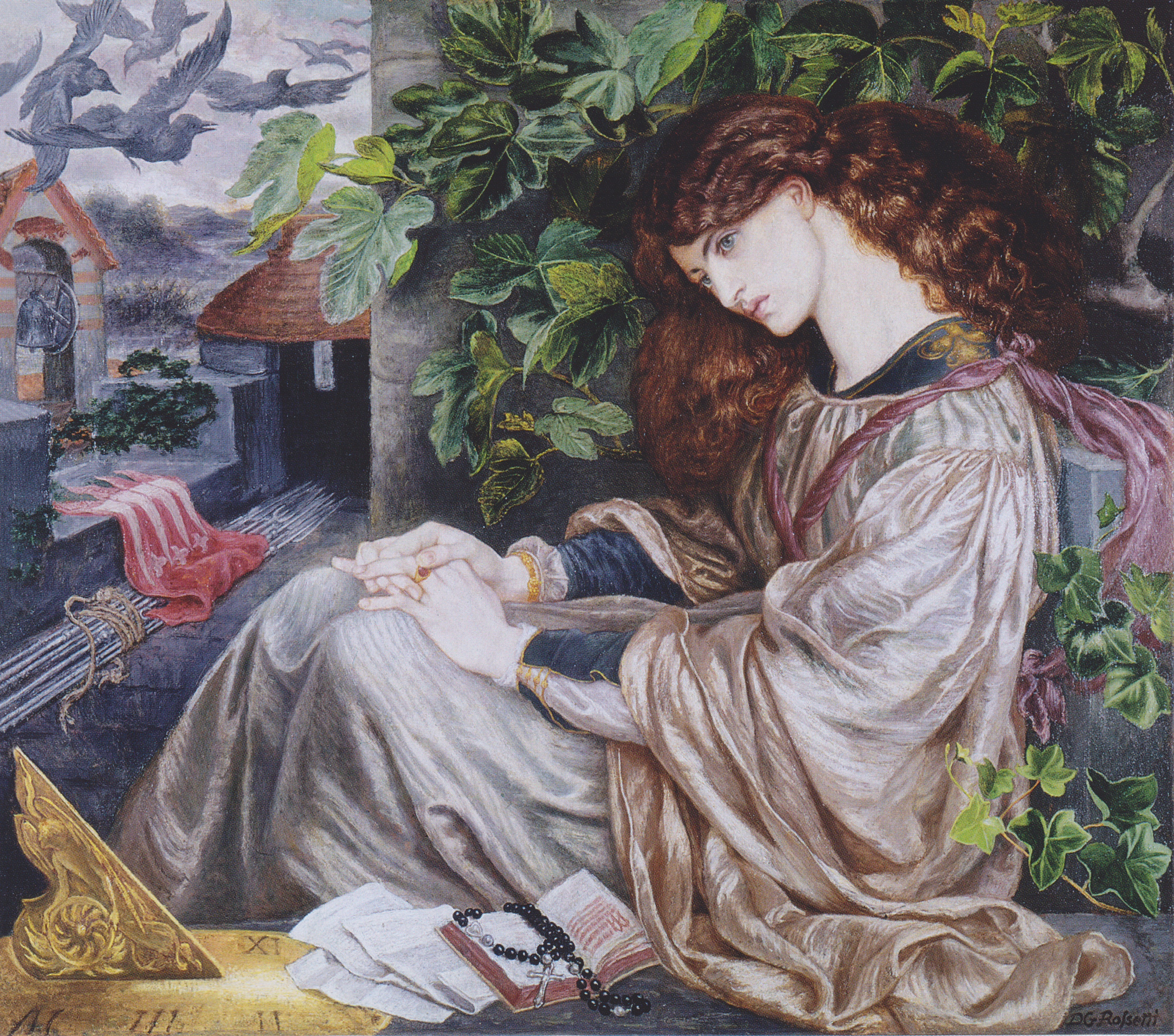
Dante Gabriel Rossetti: Pia de' Tolomei

Jane se casó con William Morris en St Michael at the Northgate en Oxford el 26 de abril de 1859. Su padre fue descrito como mozo de cuadra, sirviendo en los establos en 65 Holywell Street. Después del matrimonio, los Morris vivieron en Red House en Bexleyheath, Kent. Tuvieron dos hijas, Jane Alice "Jenny," nacida en enero de 1861, y Mary "May" (marzo de 1862–1938), quien más tarde editó los trabajos de su padre. Luego se mudaron a 26 Queen Square en Londres, que compartieron con la empresa de diseño de Morris, Marshall, Faulkner & Co., y más tarde compraron Kelmscott House en Hammersmith como su residencia principal.
En 1871, Morris y Rossetti adquirieron una tenencia conjunta en Kelmscott Manor en las fronteras de Gloucestershire–Oxfordshire–Wiltshire. William Morris fue a Islandia, dejando a su esposa y a Rossetti para amueblar la casa y pasar el verano allí. Jane Morris se había unido estrechamente a Rossetti y se había vuelto su musa favorita. Se dice que su relación se inició en 1865 y duró, pasando por diferentes niveles, hasta su muerte en 1882. Compartieron una relación emocional profunda, e inspiró a Rossetti para escribir poesía y crear algunas de sus mejores pinturas. El descubrimiento de su dependencia a un fármaco, el hidrato de cloral, el cual tomaba para su insomnio, finalmente la llevó a distanciarse de él, aunque permanecieron en contacto hasta su muerte en 1882.
En 1884, Jane Morris conoció al poeta y activista político Wilfrid Scawen Blunt en una fiesta en casa de su amiga, Rosalind Howard (más tarde condesa de Carlisle). Allí parece que surgió una atracción inmediata entre ellos. Para 1887, ya eran amantes. Su relación íntima continuó hasta 1894 y luego quedaron como buenos amigos hasta su fallecimiento.
Unos meses antes de su muerte, compró Kelmscott Manor para asegurar el futuro de sus hijas. Aun así, no regresó a la casa después de haberla adquirido. Jane Morris murió el 26 de enero de 1914, mientras se alojaba en 5 Brock Street en Bath. Está enterrada en el cementerio de la iglesia St. George's en Kelmscott.

## Pinturas
Pinturas de Jane Morris por Dante Gabriel Rossetti:
- El vestido de seda azul, 1868.
- Proserpina, 1874. Óleo sobre tela. Tate Britain gallery, London.
- Astarte Syriaca, 1875–79. City Art Gallery, Mánchester.
- Beatrice, un retrato de Jane Morris, 1879. Óleo sobre tela 13 1⁄2 × 11 pulgadas.
- El sueño de día, 1880. Óleo sobre tela. Victoria y Museo de Albert, Londres.
- La Donna della Fiamma, 1877. Tizas de colores. Mánchester Art Gallery.
- La Donna della Finestra, 1879. Óleo sobre tela. Fogg Museum of Art, Universidad de Harvard, Cambridge, EE. UU.
- La Donna Della Finestra, 1881 (inacabado).
- Jane Morris, c. 1860. Lápiz.
- Jane Morris, 1865.
- Mariana, 1870. Aberdeen Art Gallery.
- Pandora, 1869.
- Pandora, 1871.
- Pia de' Tolomei, 1866–1870. Óleo sobre tela. Spencer Museum of  Art, Universidad de Kansas.
- Retrato de la Señora de William Morris.
- Retrato de Jane Morris, 1858. Pluma.
- Reverie, 1868. Tiza sobre papel. Ashmolean Museum, Oxford, Reino Unido.
- The Roseleaf, 1865. Lápiz.
- Estudio de Ginebra para "Sir Lancelot in the Queen's Chamber", 1857.
- Water Willow, 1871. Museo de Arte de Delaware

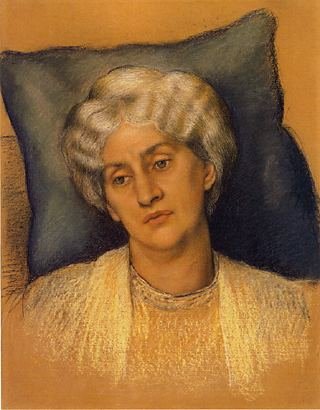
Jane Morris por Evelyn De Morgan en 1904

Fotografías de Jane Burden por Rossetti disponibles en.
Por William Morris:
- La Belle Iseult (La Bella Isolda) (antes creído La reina Ginebra), 1858. Óleo. Fue la única pintura de caballete terminada por el artista en su vida.

Por Edward Burne-Jones:
- Numerosos vitrales, incluyendo en Christ Church, Oxford.

Por Evelyn De Morgan:
- Retrato de Jane Morris, 1904.

Posiblemente basado en Jane Burden (Morris) / Venus Verticordia – óleo– 1863–8. Russell-Cotes Art Gallery & Museum, Bournemouth.